# Antonio Puppio
Antonio Puppio, né le 28 avril 1999 à Gallarate, est un coureur cycliste italien, membre de l'équipe Q36.5 Pro depuis 2023.

## Palmarès
- 2017
  -  Champion d'Italie du contre-la-montre juniors
  -  Médaillé d'argent du championnat du monde du contre-la-montre juniors
  - 10e du championnat d'Europe du contre-la-montre juniors
- 2019
  - 3e du championnat d'Italie du contre-la-montre espoirs
  - 10e du championnat d'Europe du contre-la-montre espoirs
- 2021
  - Gran Premio Chianti Colline d'Elsa
  - 3e du Trofeo Piva
  - 3e du Trofeo Città di Meldola
  - 3e du Tour du Frioul-Vénétie Julienne

## Classements mondiaux
| Année                                 | 2019  | 2020 | 2021 | 2022  |
| ------------------------------------- | ----- | ---- | ---- | ----- |
| Classement mondial                    | 1749e | nc   | 395e | 2511e |
| UCI Europe Tour                       | 1157e | nc   | 326e | 1535e |
|                                       |       |      |      |       |
| Légende : nc = non classéSource : UCI |       |      |      |       |